# Halálos tavasz (film)
A Halálos tavasz egy 1939-ben bemutatott magyar romantikus filmdráma. Rendezője Kalmár László, főszereplői Jávor Pál, Karády Katalin és Szörényi Éva. Az alkotás nemcsak Magyarországon, hanem nemzetközileg is nagy népszerűséget szerzett. A film alapjául Zilahy Lajos azonos című 1922-es regénye szolgált. A felvétel a Hunnia Filmgyárban készült Budapesten, bemutatóját a Belvárosi Színházban tartották meg.

## Cselekmény
Dr. Egry Iván öngyilkosságot követ el revolverével egy szállodai szobában. Ezután visszatekintünk a múltba, hogy megtudjuk, hogyan jutott el idáig. A történet Egry Ivánnak egy Ralben Edit nevű úrilánnyal való véletlenszerű megismerkedésével kezdődik, akivel heves szerelmi viszonyba bonyolódnak. Iván szeretné feleségül venni Editet, de addig is egy budai bérlakásban találkoznak titokban. Azért az elővigyázatosság, mert Edit Ahrenberg gróf jegyese. Edit továbbra is tartja a kapcsolatot vőlegényével, ezért Iván szakítani próbál vele. Bár a kedves és tisztességes Nagy Józsa megfelelő társa lehetne Ivánnak, őt mégis fogva tartja az Edit iránt érzett végzetes szenvedély. Iván végül nem tud választani Edit és Józsa között, és kilátástalanságában úgy dönt, véget vet életének.

## Szereplők
- Jávor Pál, mint Dr. Egry István
- Karády Katalin, mint Ralben Edit
- Szörényi Éva, mint Nagy Józsa
- Somlay Artúr, mint Ralben Ottó kegyelmes
- Tasnádi Ilona, mint Ralbenné
- Rózsahegyi Kálmán, mint plébános
- Pethes Sándor, mint 	Dr. Csokonai István
- Kürthy György, mint küldött
- Keéry Panni, mint Margit
- Szaplonczay Éva, mint Bodó Irén, titkárnő
- Bacsányi Paula, mint Juli, házvezetőnő
- Bilicsi Tivadar, mint Boskó Pál, újságíró
- Bihari József, mint Mák Pista, jegyző
- Adorján Éva, mint Maca, Józsa barátnője
- T. Oláh Böske, mint vendég az estélyen
- Kamarás Gyula, mint gróf Ahrenberg
- Hidassy Sándor , mint Józsa testvére
- Szalóki Dezső, mint a ház gondnoka
- Szemlér Mária, mint szobalány
- Sala Domonkos, mint rendőr
- Acsay Rezső, mint irodavezető
- Terney Gyula, előbbi segédje
- Pethő Endre, mint portás
- Kürthy György, mint képviselő

## Fogadtatása
Újszerű témaválasztása miatt megjelenésekor nagy érdeklődést és vitákat váltott ki, az évtizedben népszerű vígjátékok sorát 1939-ben egy depresszív alkotás szakítja meg, mely oximoronszerű címével is a harmincas évek glamúrromantikáját bírálja. A magyar film noir egyik kiemelkedő darabjának tartják. A filmben a férfi főszereplő kognitív nézőpontja érvényesül, a nő kiismerhetetlen és titokzatos karakter marad. Mára a magyar filmtörténet egyik klasszikusává vált. Karády Katalin első filmszerepével a Halálos tavaszban máris a magyar filmgyártás egyik ikonikus alakjává emelkedett, a film a színésznő nagy hatású debütálásának is köszönheti hírnevét. Míg formatörténeti szempontból a film nem tekinthető mérföldkőnek, a maga korában merésznek számító erotikus jeleneteiben a házasságon kívüli szexuális élet ábrázolására is kitér, e téren és témaválasztásában tabudöntögetőnek számított, a legmegdöbbentőbb húzása azonban a tragikus végkifejlet a főszereplő öngyilkosságával. Leforgatták a "happy endet" is, de a mozikba végül az eredeti verzió került, ám a Filmarchívum által kiadott DVD-n megtekinthető az alternatív befejezés is, illetve a nemzetközi forgalomba hozatalkor a katolikus olasz közönség számára ezt a változatot szánták. Kemény társadalomkritikája miatt a cenzúra végül betiltotta a filmet.